# Moravický okruh
Moravický okruh (srbsky Moravički okrug, cyrilicí Моравички округ) je administrativní jednotka v Srbsku. Je jedním z osmi okruhů statistického regionu Šumadija a Západní Srbsko. Na jihozápadě sousedí se Zlatiborským okruhem, na jihozápadě s Rašským okruhem, na severozápadě se Šumadijským okruhem a na severozápadě s Kolubarským okruhem. Byl pojmenován podle řeky Moravica, která je jednou ze zdrojnic Západní Moravy.

## Geografie
V roce 2011 zde žilo 212 603 obyvatel. Rozloha okruhu je 3 016 km². Správním střediskem a největším městem Moravického okruhu je Čačak, který je zároveň desátým největším srbským městem.
Moravický okruh je hornatý a po téměř celém jeho jižním území se rozprostírá pohoří Golija. Nejvyšším vrcholem je Jankov kamen (1 833 m). Na severu se rozprostírá pohoří Vujan, na západě pohoří Zlatibor. Pouze město Čačak a jeho okolí se rozprostírá v nížinatém údolí řeky Západní Moravy.

## Administrativní dělení
Moravický okruh se administrativně dělí na čtyři opštiny: opštinu Čačak se 115 337 obyvateli, opštinu Gornji Milanovac s 44 406 obyvateli, opštinu Ivanjica s 31 963 obyvateli a opštinu Lučani s 20 897 obyvateli. Nachází se zde pět měst (Čačak, Gornji Milanovac, Guča, Ivanjica a Lučani) a 201 vesnic.

## Národnostní složení
| Etnická skupina | Populace | Procent |
| --------------- | -------- | ------- |
| Srbové          | 206 303  | 97,04 % |
| Romové          | 849      | 0,40 %  |
| Černohorci      | 460      | 0,22 %  |
| Makedonci       | 183      | 0,09 %  |
| Jugoslávci      | 169      | 0,08 %  |
| Chorvati        | 158      | 0,07 %  |
| Bosňáci         | 52       | 0,02 %  |
| Ostatní         | 4 429    | 2,08 %  |